# Mukoprotein
Múkoproteín je kompleks kovalentno povezane beljakovine in heteroglikana (polisaharid iz različnih monosaharidov), v katerem prevladuje beljakovina, in je sestavina različnih sluzi v organizmu. V heteroglikanih se pojavljajo sladkorji, kot so galaktoza, manoza, glukozamin, galaktozamin, redkeje ksiloza, fukoza, glukuronska kislina, sialična kislina in drugi enostavni sladkorji.